# Кам'янобрідська сільська рада (Коростишівський район)
Кам'янобрідська сільська рада (Кам'яно-Брідська сільська рада) — колишня адміністративно-територіальна одиниця та орган місцевого самоврядування у Коростишівському районі Малинської і Волинської округ, Київської й Житомирської областей Української РСР та України з адміністративним центром у с. Кам'яний Брід.

## Населені пункти
Сільській раді підпорядковані населені пункти:
- с. Кам'яний Брід

## Населення
Відповідно до результатів перепису населення СРСР, кількість населення ради, станом на 12 січня 1989 року, становила 967 осіб.
Станом на 5 грудня 2001 року, відповідно до перепису населення України, кількість мешканців сільської ради становила 799 осіб.

## Склад ради
Рада складається з 14 депутатів та голови.

## Керівний склад сільської ради
| ПІБ                      | Основні відомості                                                 | Дата обрання | Дата звільнення |
| ------------------------ | ----------------------------------------------------------------- | ------------ | --------------- |
| Яворенко Тетяна Павлівна | Сільський голова, 1971 року народження, освіта                    | 26.03.2006   | 31.10.2010      |
| Яворенко Тетяна Павлівна | Сільський голова, 1970 року народження, освіта вища, позапартійна | 31.10.2010   |                 |

Примітка: таблиця складена за даними джерела

## Історія
Створена 1923 року в с. Кам'яний Брід Коростишівської волості Радомисльського повіту Волинської губернії. 16 січня 1923 року до складу ради включено села Журавлинівка, Кайтанівка та хутір Солдатський ліквідованих Журавлинівської, Кайтанівської та Солдатської сільських рад. 7 березня 1923 року увійшла до складу новоствореного Коростишівського району Малинської округи. 13 березня 1925 року, відповідно до постанови ВУЦВК «Про точний розподіл території зліквідованої Малинської округи на Київщині між Київщиною й Волинню», села Журавлинівка, Кайтанівка та х. Солдатський передані до складу Пилиповицької сільської ради Радомишльського району Житомирської (згодом — Волинська) округи.
Станом на 1 вересня 1946 року та 1 січня 1972 року сільська рада входила до складу Коростишівського району Житомирської області, на обліку в раді перебувало с. Кам'яний Брід.
Ліквідована 5 березня 1959 року, відповідно до рішення Житомирського облвиконкому № 161 «Про ліквідацію та зміну адміністративно-територіального поділу окремих сільських рад області», територію та населені пункти приєднано до складу Слобідської сільської ради Коростишівського району. Відновлена 10 березня 1966 року, відповідно до рішення Житомирського ОВК № 126 «Про утворення сільських рад та зміни в адміністративному підпорядкуванні деяких населених пунктів області», в с. Кам'яний Майдан Слобідської сільської ради Коростишівського району.
Виключена з облікових даних у 2019 році через об'єднання до складу Старосілецької сільської територіальної громади Коростишівського району Житомирської області.